# Ben 10: Carrera contra el tiempo
Ben 10: Race Against Time (Ben 10: Carrera contra el tiempo en Español) es una película y adaptación en imagen real de la serie animada de televisión Ben 10 creada por Man of Action. El título tentativo previo fue Ben 10 in the Hands of Armageddon. El filme fue dirigido por Alex Winter y se estrenó el 21 de noviembre del 2007 en Estados Unidos como una película original de Cartoon Network. La película está clasificada en la escala TV-PG-V debido a su moderada violencia, que es parte de la acción de la película. La película se estrenó en España el 4 de octubre de 2008 en los cines KINEPOLIS y en Cartoon Network el 24 de octubre de 2008.
A través de agosto y septiembre de 2008 se fue estrenando para América Latina y España.
En México, el preestreno exclusivo fue el sábado 23 de agosto de 2008, en KidZania, un parque temático ubicado en la Ciudad de México. El cupo limitado fue otorgado a los participantes del concurso de mensajes de texto, cuyas bases consistieron en enviar "Ben" al 43034 para así poder ganar pases triples, dicha promoción fue auspiciada por TIMw.e. México, S.A. de C.V. para usuarios Telcel, siendo su vigencia del 1° de julio al 15 de agosto de 2008. El estreno por televisión se llevó a cabo el viernes 29 de agosto a las 8:00 p. m.
En Argentina (Buenos Aires) se estrenó el viernes 29 a las 08:00 p. m.
En Brasil, se estrenó el lunes 15 de septiembre a las 8:00 p. m.
En Perú se estrenó el sábado 26 de septiembre a las 6:00 p. m. (hora peruana).
La película tuvo mucho éxito en la señal Cartoon Network y aun lo tiene, puesto que es la primera filmada en imagen real de dicho canal.

## Argumento
En Bellwood, una misteriosa figura se teletransporta a la ciudad en la noche e inmediatamente comienza a destruirlo todo. Ben Tennyson (Graham Phillips), transformado en Fuego (contando con la voz de David Franklin), lo enfrenta. Después de una breve lucha, Ben aparentemente destruye al villano.
A la mañana siguiente, Ben se dirige a la escuela y regresa a las dificultades de su vida cotidiana. Después de tener un mal día, él y su prima Gwen Tennyson (Haley Ramm) revisan fotografías del anuario que ella tomó. En el fondo de una de ellas aparece Ben con una mancha borrosa al fondo, Gwen la limpia y se logra ver al villano que Ben derrotó al principio. Max Tennyson (Lee Majors) lo identifica como Eon, un alienígena que Los Plomeros capturaron hace casi dos siglos. Cuando llegó, estaba moribundo y trajo consigo un aparato llamado las "Manos del Armagedón", que abrirían una grieta en el tiempo rumbo a la dimensión del hogar de los alienígenas conocidos como chronotians y desataría su ira sobre la Tierra si hubiese sido activado. Viajan a las instalaciones de contención en donde se cree que Eon se mantiene en reserva, pero el lugar está vacío y el guardia del lugar está cercano a la muerte y advierte al grupo antes de morir.
De regreso a Bellwood, Max lleva a Gwen y a Ben al lugar donde se encuentran las "Manos del Armagedón" custodiadas por algunos Plomeros donde se revelan varios conocidos de Ben y Gwen incluyendo al Director White (Robert Picardo). Eon los ha seguido e irrumpe al lugar sin activar el mecanismo, entonces va por Ben y manipula el Omnitrix, el cual falla parpadeando y negándose a funcionar cuando Ben trata de usarlo. Eon intenta secuestrar a Ben, indicando que es un rescate, pero Ben escapa. Eon logra acorralar a Ben explicando que los de su raza aprendieron a controlar el tiempo por sí solos, pero se atraparon a ellos mismos por el abuso de sus poderes.También le dice que su destino se entrelazó con el de Ben. Eon es atacado por un anciano que también resulta ser un Plomero antes de huir. El abuelo Max decide que lo mejor será que Ben se marche de Bellwood para no ser encontrado por Eon, pero Ben valientemente rechaza dicha propuesta y ambos entran en acuerdo para idear un plan donde sería vigilado por un Plomero todo el tiempo.
Los Plomeros de toda la ciudad protegen a Ben a cada minuto. Cuando Ben se va al gimnasio de la escuela para estar solo, el director White intenta calmar el temor de Ben, pero Eon llega de nuevo y manda de cabeza a White a un cesto de basura. Esta vez, Ben logra convertirse en Diamante (que cuenta con la voz de Daran Norris) para así esquivar el ataque, pero debe esconderse hasta que la transformación termine. En la noche Ben decide atraer a Eón con intenciones de jugarle una trampa dejándose vencer, pero fracasa y es capturado junto con Gwen y Max.
En las instalaciones de contención de los Plomeros donde se resguardan las Manos del Armagedón, Eon explica un poco sobre el Omnitrix: Ben sólo puede permanecer en las formas de los alienígenas durante diez minutos para evitar que las personalidades alienígenas se mezclen con el usuario actual. Eon sabe cómo desactivar el dispositivo de seguridad para poder resucitarse mediante el Omnitrix, lo hace con éxito y Ben es transformado en una versión más joven de Eón. El Eón más viejo se resguarda debido a que hay dos de él. Renacido, Ben-Eon activa las Manos del Armagedón. Gwen y Max logran liberarse y se disponen a detener al villano. Mientras Max batalla por desactivar la grieta del tiempo al colocar dos electrodos con carga opuesta, mientras Gwen arriesga su vida al intentar despertar a Ben que está en el interior de la transformación Eón, es en esta parte en donde ella demuestra sus verdaderos sentimientos al decirle que ella lo necesitaba, que su abuelo lo necesitaba, que el mundo lo necesitaba y también que lo quiere porque era un héroe. Ben supera con éxito la personalidad de Eón, regresando a la normalidad y con la ayuda de los otros Plomeros consiguen salvar a Max y detener la grieta del tiempo, enviando a la raza de Eón de nuevo a su propia dimensión.
Justo cuando parecían que habían ganado, el tiempo se detiene para todos quedando paralizados como maniquíes excepto para Ben. El viejo Eon aparece enfurecido por la victoria de Ben. Ben se transforma en Bestia (que cuenta con la voz de Dee Bradley Baker) y lucha contra él, en medio de la contienda, Bestia salva a una Gwen congelada de ser impactada por un rayo que fue disparado por Eon, así que, para ganarle, Bestia usa a Gwen (aprovechando que está paralizada) para golpear a Eon contra las Manos del Armagedón destruyendo a ambos.
Casi todo regresa a la calma, puesto que Gwen y Ben deben regresar al espectáculo de talentos escolar, Ben aun siendo bestia llega junto con Gwen e intentan hacer un pequeño truco de magia improvisado ante el público, el cual les da el segundo lugar, después le dice al abuelo Max y Gwen que acepta ser él mismo por un ratito. Sin embargo, Max advierte que los alienígenas son persistentes, y mientras la película termina, una nave alienígena Highbreed se dirige rumbo a la Tierra abriendo la posibilidad de nuevos peligros y desafiantes aventuras en la próxima serie: Ben 10: Alien Force, pero en una vida alterna para Ben Prime.

## Producción
Se confirmó que Ben 10: Carrera Contra el Tiempo tendría efectos y personajes diseñados por computadora, incluyendo a cuatro de los alienígenas de la serie televisiva: Diamante, Materia Gris, Fuego y Bestia. Los primeros tres se confirmaron por el tráiler del filme, luego Bestia apareció en un podcast de Cartoon Network conducido por Haley Ramm. Winter comentó en la presentación upfront de 2007 que anhelaba que Ben 10: Carrera Contra el Tiempo "luciera como X-Men" una aventura épica que será "más cinematográfica que caricaturesca" y una propuesta atractiva para todas las edades. Se esperaba que la producción acabara en octubre. Winter promete que no se verá "ningún Jar Jar". En un video detrás de cámaras del servicio de Cartoon Network, Winter describió al filme con la frase: "todo lo que has visto en Ben 10 cobra vida".

## Reparto
| Actor               | Rol                |
| ------------------- | ------------------ |
| Graham Phillips     | Ben Tennyson       |
| Haley Ramm          | Gwen Tennyson      |
| Lee Majors          | Max Tennyson       |
| Christien Anholt    | Eon                |
| Beth Littleford     | Sandra Tennyson    |
| Robert Picardo      | Director White     |
| Aloma Wright        | Sra. Dalton        |
| Tyler Patrick Jones | Cash               |
| Tyler Foden         | JT                 |
| Jeff Jensen         | Sr. Hawkins        |
| Sab Shimono         | Anciano            |
| Alex Winter         | Constantine Jacobs |

### Reparto de voces
| Actor             | Rol                                     |
| ----------------- | --------------------------------------- |
| David Franklin    | Heatblast (Fuego/Inferno) [voz]         |
| Carlos Alazraqui  | Grey Matter (Materia Gris) [voz]        |
| Daran Norris      | Diamondhead (Diamante/Diamantino) [voz] |
| Dee Bradley Baker | Wildmutt (Bestia/Feral) [voz]           |

## Doblaje
El doblaje de la película está pendiente mientras se distribuye para Cartoon Network Latinoamérica en América Latina; el reparto del doblaje de la serie (en su versión latina) podría dar voces a los personajes de la película, no obstante no hay información confirmada.
En España, donde no está confirmado el reparto del doblaje de la serie, podría realizar su propia versión en cuanto a la película. Tampoco hay información al respecto.
| Doblaje de Ben 10: Carrera Contra el Tiempo | Doblaje de Ben 10: Carrera Contra el Tiempo | Doblaje de Ben 10: Carrera Contra el Tiempo |
| Créditos técnicos:                          | Créditos técnicos:                          | Créditos técnicos:                          |
| ------------------------------------------- | ------------------------------------------- | ------------------------------------------- |
| Crédito/Región                              | Doblaje de Latinoamérica                    |                                             |
| Director de Doblaje:                        | Óscar Flores                                |                                             |
| Estudio de Doblaje:                         | Sensaciones Sónicas                         |                                             |
| Reparto                                     |                                             |                                             |
| Papel                                       | Actor de doblaje de Latinoamérica           |                                             |
| Ben Tennyson                                | Isabel Martiñon                             |                                             |
| Gwen Tennyson                               | Gaby Ugarte                                 |                                             |
| Max Tennyson                                | José Luis Orozco                            |                                             |
| Eon                                         | Antonio Gálvez                              |                                             |
| Sandra Tennyson                             | Yolanda Vidal                               |                                             |
| Carl Tennyson                               | Javier Rivero                               |                                             |
| Director White                              | Gabriel Pingarrón                           |                                             |
| Sra. Dalton                                 |                                             |                                             |
| Cash                                        | Gustavo Melgarejo                           |                                             |
| JT                                          | Víctor Ugarte                               |                                             |
| Sr. Hawkins                                 |                                             |                                             |
| Anciano                                     | Esteban Siller                              |                                             |
| Fuego                                       | Roberto Mendiola                            |                                             |
| Materia Gris                                | Óscar Flores                                |                                             |
| Diamante                                    | Luis Alfonso Padilla                        |                                             |
| Bestia                                      | Gonzalo Moller                              |                                             |